# Erhard Ratdolt

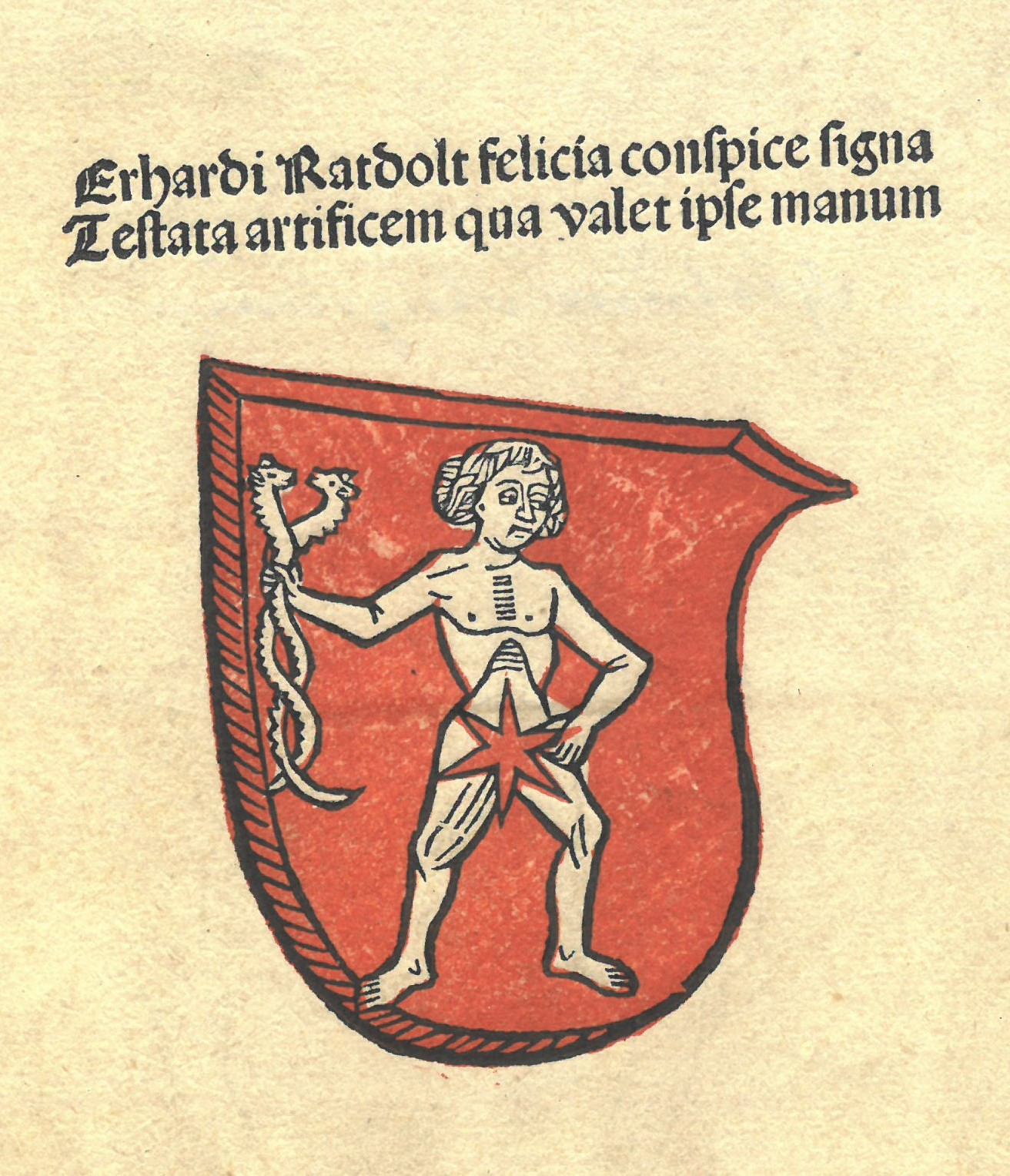
Buchdruckerzeichen des Augsburger Buchdruckers Erhard Ratdolt (1447–1528)

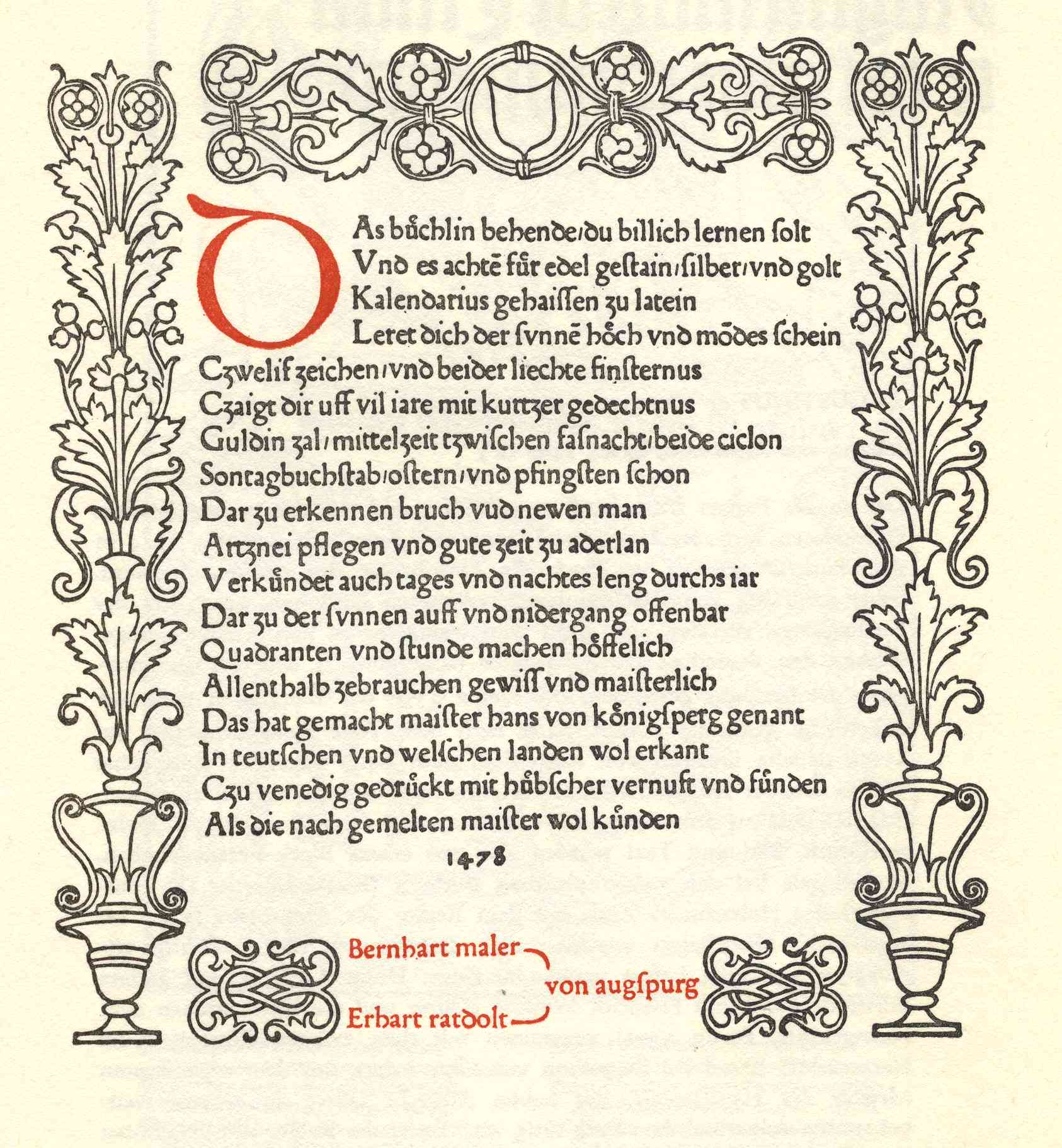
Erhard Ratdolt: Calendarius des Regiomontanus in deutscher Sprache, Venedig 1478, Titelblatt mit Rankenwerk und Druckernamen

Erhard Ratdolt (* 1447 in Augsburg; † vor dem 23. Januar 1528 ebenda) war ein deutscher Drucker und Verleger. Er arbeitete zunächst in Venedig (1476–1485), danach in Augsburg (1486–1522).

## Werdegang
Ratdolt verließ Augsburg 1474 und gründete 1476 in Venedig eine Druckerei, zunächst gemeinsam mit Bernhart Maler (Pictor) aus Augsburg und Peter Loslein (oder Loesslein) aus Langenzenn. Ausweislich der Kolophone ihrer Druckwerke schied Loslein aber schon vor 1478, Maler 1478 aus der Werkstatt aus, die danach von Ratdolt allein weitergeführt wurde. Ein Verkaufsverzeichnis von 1484 listet 46 lieferbare Titel auf, darunter eine großformatige Bibel, Messbücher und Breviere, Werke des Augustinus und des Thomas von Aquin, Ausgaben von Terenz, Juvenal, Vergil, Martial, Sallust und Ovid sowie etwa ein Dutzend juristische, astronomische, mathematische und medizinische Werke.
Anfang 1486 kehrte Ratdolt nach Augsburg zurück; ein vom 1. April 1486 datiertes Schriftmusterblatt, mit dem er sich seiner Kundschaft empfahl, bezeugt die Gründung einer neuen Druckerei in seiner Heimatstadt, die in der Folgezeit hauptsächlich prachtvolle liturgische Bücher herstellte, insgesamt etwa 50 bis 60. Von 1489 bis 1491 war der Mathematiker, Astronom und Arzt Johannes Engel für Ratdolt als Korrektor tätig und gab Ephemeriden heraus. Nach 1522 sind keine Druckerzeugnisse aus der Werkstätte von Ratdolt mehr bekannt.

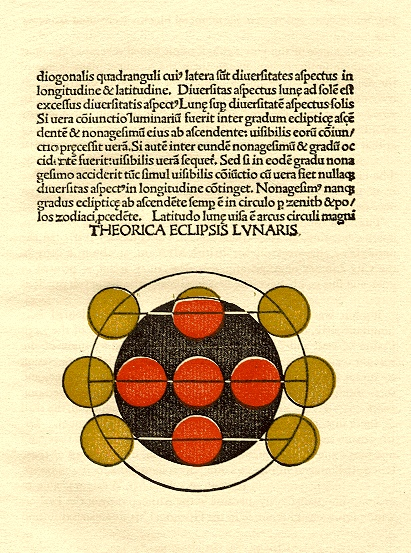
Mehrfarbiger Holzschnitt zur Erläuterung der Mondfinsternis, aus Sphaericum opusculum von Johannes de Sacro Bosco (ca. 1195–1256), gedruckt bei Ratdolt 1485

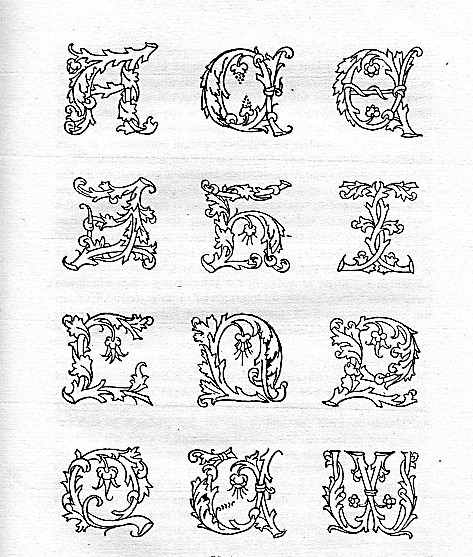
Ratdolts Initialen: litterae florentes

## Bedeutung
Ratdolt gilt als einer der bedeutendsten und innovativsten Drucker der Inkunabelzeit. Er schmückte seine Bücher als erster mit gedruckten Zierleisten in Holz- oder Metallschnitt mit Blatt-, Bordüren- und Rankenwerk, die schließlich den Satzspiegel vollständig einrahmten, und schuf damit den typischen Renaissance-Buchschmuck, von dem sich noch William Morris beeinflussen ließ. Er verwendete als erster ausschließlich gedruckte Initialen, die so genannten litterae florentes, die aus Blättern und Blumen gebildet waren und die bis dahin üblichen handgemalten Initialen ersetzten. Auch war er ein Pionier des mehrfarbigen Drucks; neben schwarzem und rotem Druck verwendet er in der Widmung der Euklid-Ausgabe an den venezianischen Dogen Giovanni Mocenigo erstmals Gold als Druckfarbe, ebenso in seinen späteren liturgischen Büchern, die sich zudem durch ihre Farbholzschnitte auszeichnen, die nicht mehr von Buchmalern koloriert waren, sondern bei denen verschiedene Farben mit mehreren Druckplatten neben- und übereinander gedruckt wurden, was ein hohes Maß an Präzision in der Herstellung erforderte.
Ratdolts Drucktypen sind eine schöne Renaissance-Antiqua, ähnlich der des Aldus Manutius, sowie eine markante Rotunda (rundgotische Schrift). Außerdem druckte er als einer der ersten in griechischer Schrift.

## Drucke (Auswahl)
- der Kalender des Regiomontanus (1476 in Lateinisch und Italienisch, 1478 auf Deutsch), das erste gedruckte Buch mit einem verzierten Titelblatt[2]
- die Historia Romana des Appian von Alexandria in lateinischer Übersetzung aus dem Griechischen (1477)[3]
- die erste gedruckte Ausgabe der Elemente des Euklid (1482). Dieses exemplarisch schöne Beispiel für die klassische Form der italienischen Rotunda ist eine mit fast fünfhundert ornamentalen Holzschnittbordüren verschwenderisch ausgestattete Prachtinkunabel.[4] Sie ist auch das erste Buch mit gedruckten mathematischen Abbildungen,[5] worauf Ratdolt in seiner Widmung mit berechtigtem Stolz hinweist.[6]
- das Sphaericum opusculum des Johannes de Sacro Bosco 1482, das in der zweiten Auflage von 1485 erstmals mehrfarbig gedruckte Holzschnitte enthielt[7]